# Publius Minucius Augurinus
Publius Minucius Augurinus (* um 525 v. Chr. in Rom; † nach 492 v. Chr.) war der Überlieferung nach ein römischer Politiker im 5. Jahrhundert v. Chr.
Publius war der Bruder von Marcus Minucius Augurinus, dem Konsul des Jahres 497 v. Chr. Im Jahr 492 v. Chr. bekleidete er angeblich zusammen mit Titus Geganius Macerinus selbst dieses Amt. Während dieses Jahres soll in Rom eine große Hungersnot geherrscht haben, allerdings ist nichts Näheres über seine Amtszeit bekannt. Er soll zwei Söhne gehabt haben, die angeblich ebenfalls das Konsulat erreichten: Lucius Minucius Esquilinus Augurinus (Suffektkonsul 458 v. Chr.) und Quintus Minucius Esquilinus (Konsul 457 v. Chr.).
Die Konsulate der Minucier sind – so mittlerweile einhellige Meinung innerhalb der Fachwissenschaft – alle aus den Konsullisten zu streichen, da sie später, wohl um 300 v. Chr., interpoliert wurden. In der Frühphase der Republik konnten nur Patrizier zum Konsulamt gelangen, die gens Minucia war jedoch eindeutig plebejisch.